# Kelmscott Manor
Kelmscott Manor est un manoir en calcaire situé dans le village des Cotswolds de Kelmscott, dans le West Oxfordshire, dans le sud de l'Angleterre. Il date d'environ 1570, avec une aile de la fin du XVIIe siècle, et est classé Grade I sur la liste du patrimoine national d'Angleterre. Il est situé à proximité de la Tamise. La ville la plus proche est Lechlade-On-Thames.

## Histoire 1570 à 1870

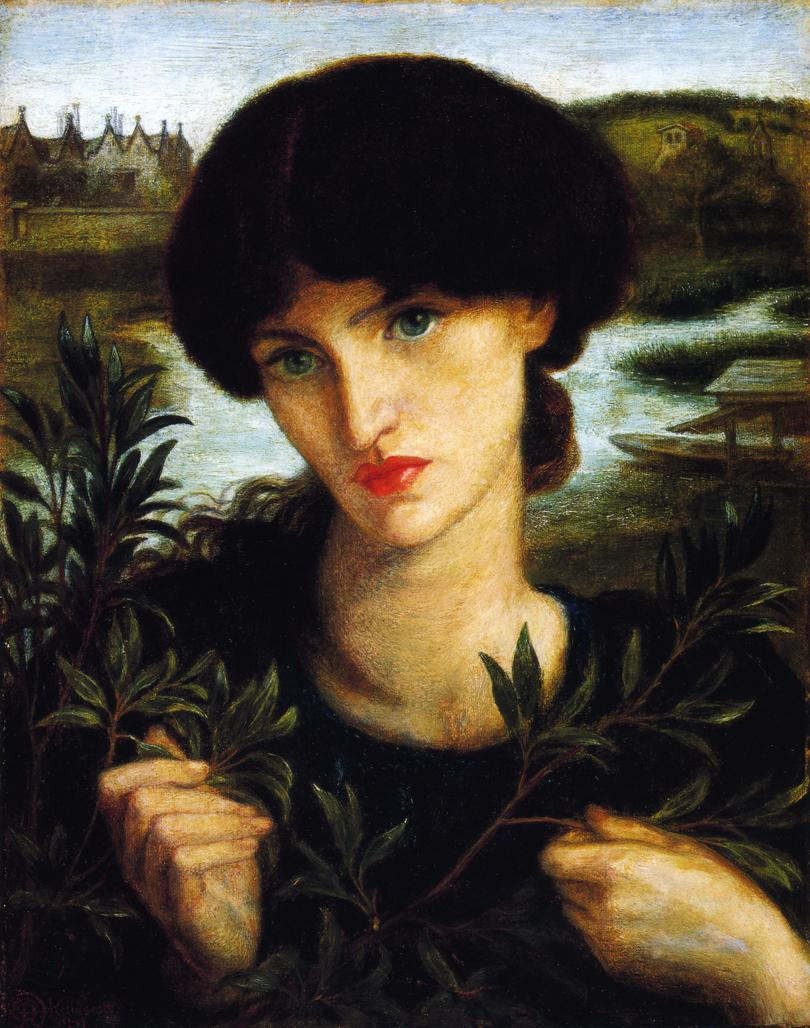
Le tableau Water Willow avec Kelmscott Manor en arrière-plan

La maison est construite par l'agriculteur local Thomas Turner et reste dans la famille pendant de nombreuses générations. Après la mort de George Turner en 1734, la maison est louée . La maison s'appelle à l'origine Lower House, mais devient le manoir Kelmscott lorsque James Turner (décédé en 1870) achète 53½ acres de terres seigneuriales avec la seigneurie en 1864. Après la mort de James, le manoir passe à son neveu, Charles Hobbs, qui loue la propriété .

## William Morris et sa famille
Kelmscott Manor est la maison de campagne de l'écrivain, designer et socialiste William Morris de 1871 jusqu'à sa mort en 1896. Aujourd'hui, il appartient à la Society of Antiquaries of London et est ouvert au public les mercredis et samedis pendant l'été .
Morris s'est beaucoup inspiré de l'authenticité préservée de l'architecture et de l'artisanat de la maison, ainsi que de sa relation organique avec son environnement, en particulier son jardin. Le manoir est présenté dans l'œuvre de Morris News from Nowhere. Il apparaît également en arrière-plan de Water Willow, un portrait de sa femme, Jane Morris, peint par Dante Gabriel Rossetti en 1871.

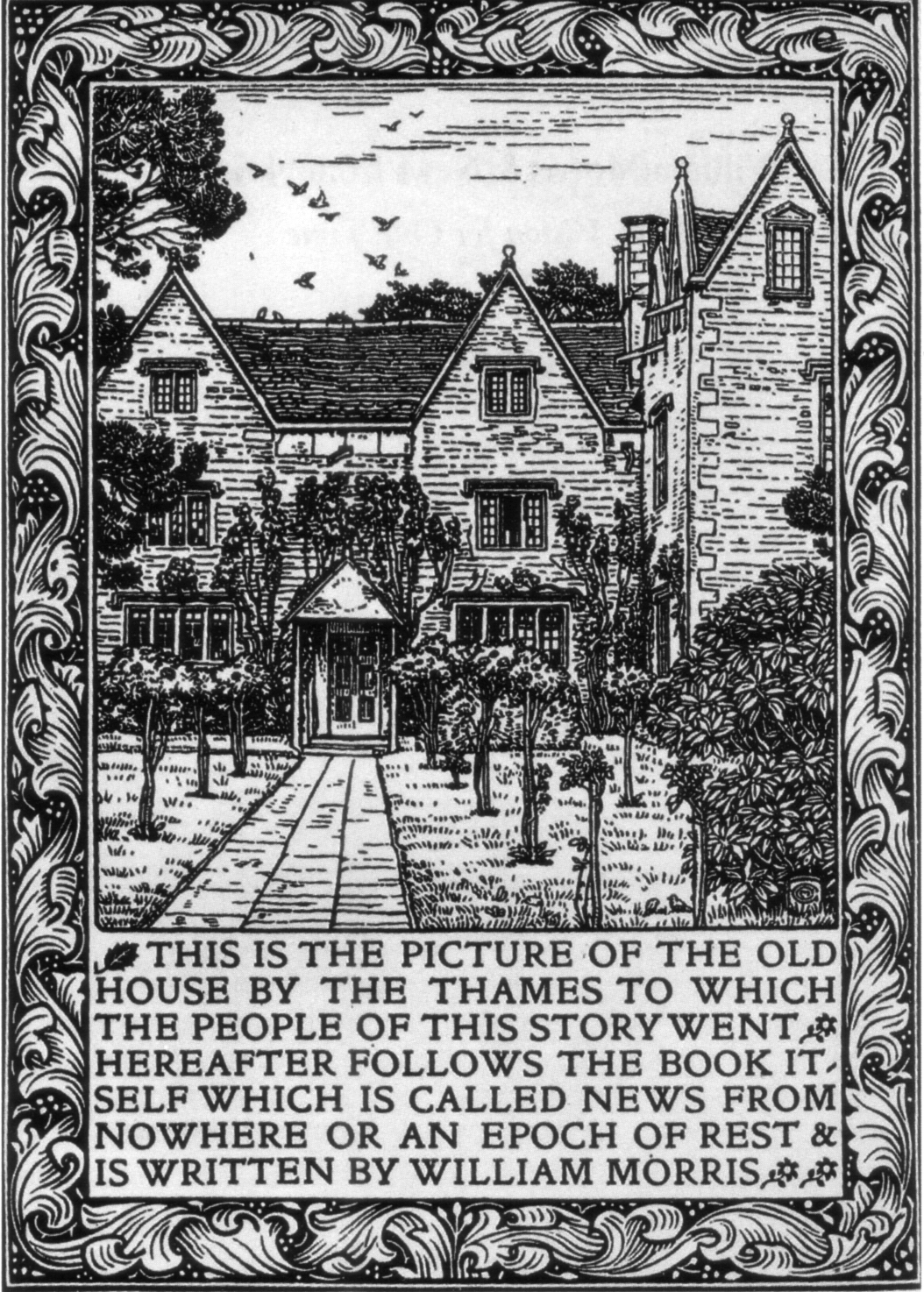
Le Manoir dans News from Nowhere

Après la mort de William Morris en 1896, le Manoir continue d'être occupé par sa veuve, Jane Morris (qui l'achète en 1913) et plus tard, ses filles. May Morris est décédée en 1938 et lègue la maison à l'Université d'Oxford, à condition que le contenu soit préservé et qu'il soit ouvert au public. L'Université n'étant pas disposée à conserver la maison en tant que «pièce de musée» elle transmet la maison et le terrain à la Society of Antiquaries en 1962 .

## Aujourd'hui
Le décor intérieur d'aujourd'hui est essentiellement celui de Morris et comprend nombre de ses célèbres motifs textiles ainsi qu'une grande partie de ses meubles. Il y a une exposition de ses créations textiles dans le loft converti, qui aurait à l'origine été utilisé pour les ouvriers agricoles. Sa chambre contient plusieurs de ses livres originaux et une collection d'estampes de Dürer . Dans la collection se trouvent d'autres œuvres de Rossetti, Sir Edward Burne-Jones et Pieter Brueghel le Jeune. Le manoir est un bâtiment classé Grade I.

## Jardin
Le jardin comprend de nombreux arbres centenaires, dont un très vieux mûrier noir à l'arrière de la maison. Le jardin de devant est clos avec une maison d'été dans un coin, et le mur et la maison d'été sont classés Grade II. Le jardin de devant contient de nombreuses roses standard. Bien qu'une partie du verger d'origine ait été supprimée pour faire un petit parking, de nombreux arbres fruitiers ont été laissés intacts.
William Morris nomme sa résidence londonienne « Kelmscott House » et la presse privée qu'il fonde « the Kelmscott Press » du nom de Kelmscott. Il est enterré dans le cimetière du village dans une tombe conçue par son ami et collègue Philip Webb.